# غوردون سميث (لاعب كرة قدم)
غوردون سميث (بالإنجليزية: Gordon Smith)‏ (3 يوليو 1954 في المملكة المتحدة - 5 أبريل 2014 بغلاسكو في المملكة المتحدة) هو لاعب كرة قدم بريطاني في مركزي الدفاع والظهير. شارك مع منتخب اسكتلندا تحت 21 سنة لكرة القدم. أما مع النوادي، فقد لعب مع أستون فيلا وتوتنهام هوتسبير وسانت جونستون ووولفرهامبتون واندررز.

## وصلات خارجية
- غوردون سميث على موقع قاعدة بيانات كرة القدم.إي يو (الإنجليزية)